# Ириней (Джорджевич)
Епископ Ириней (серб. Епископ Иринеј, в миру Милан Джорджевич, серб. Милан Ђорђевић; 22 мая 1894, деревня Врнчани — 27 августа 1952, Кембридж, Англия) — епископ Сербской православной церкви, епископ Далматинский.

## Биография
22 мая 1894 году родился в деревне Врнчани близ Горнего Милановца в семье Добросава и Драгини Джорджевич и при крещении получил имя Милан.
Начальную школу он окончил в Такове, затем учился в Семинарии Святого Саввы в Белграде.
Сразу после начала Первой мировой войны призван на военную службу, на которой оставался до конца 1915 года, когда он принял монашество с именем Ириней.
Архиерейским Собором направлен в Петроградскую духовную академию для получения высшего богословского образования. В России пробыл недолго; в конце 1916 года из-за предреволюционной ситуации и очень суровой зимы переехал в Оксфорд, где продолжал своё богословское образование и с успехом защитил диссертацию на тему «Религиозные споры XVI века». Во время учёбы был секретарём, а затем и председателем Сербского бюро в Англии.
По возвращении на родину в 1919 году был рукоположён в сан диакона и направлен на Православный богословский факультет Афинского университета, где в 1924 году защитил докторскую степень.
29 октября 1928 года избран викарным епископом Сремским.
25 ноября 1928 года в Белградской Соборной церкви был хиротонисан в викарного епископа Сремского. Хиротонию совершили: Патриарх Сербский Димитрий, митрополит Черногорско-Приморский Гавриил (Дожич) и епископ Темишварский Георгий (Летич).
2 октября 1931 года избран епископом Далматинским со кафедрой в Шибенике.
С приходом епископа Иринея в Далмацию церковная жизнь края получила новый импульс. После усилий, которые длились более двух веков, началось строительство храма Святого Саввы в Сплите, а на Висе, где после первой мировой войны возникло движение за переход в православие, епископ Ириней освятил новый храм святых Кирилла и Мефодия, который после Второй мировой войны разрушен при очень странных обстоятельствах.
В Шибенике, где находилась его кафедра, епископ Ириней имел часто контакты с английскими официальными лицами. 6 декабря 1933 года в своём доме провёл учредительное собрание французского общества в Шибенике.
21 июня 1936 года Архиерейским Собором СПЦ назначен администратором (временным управляющим) Американско-Канадской епархии. Летом 1937 года посетил приходы Американско-Канадской епархии. 22 июня 1938 года освобождён от управления Американско-Канадской епархии.
Принял активное участие в путче 27 марта 1941 года, в результате которого было сорвано присоединение Югославии к Тройственному пакту.
В начале второй мировой войны епископ Ириней был интернирован итальянскими войсками в лагерь близ Флоренции и освобождён только после капитуляции Италии, произошедшей 9 сентября 1943 года. В Риме он был одним из членов новоучреждённого Политического отделения Центрального национального комитета Равногорского движения вплоть до середины сентября 1945 года.
Из Италии уехал в Америку, где служил на приходе в городе Стьюбенвилл, штат Огайо, а также был профессором духовной семинарии в Монастыре Святого Саввы в Либертивилле.
В 1949 году уехал в Англию и работал в Кембриджском университете.
В 1951 году стал одним из основателей Союза сербских писателей за рубежом.
Скончался 27 августа 1952 года в Кембридже и был похоронен на Бромптонском кладбище в Лондоне. Слово на его отпевании произнёс Слободан Йованович.
Его кости были перенесены в Сербию; 27 июня 1997 года в Врнчанах их захоронил епископ Жички Стефан (Боца). Кроме прочих, панихиду служил и Патриарх Сербский Павел.